# Mediocalcar agathodaemonis
Mediocalcar agathodaemonis är en orkidéart som beskrevs av Johannes Jacobus Smith. Mediocalcar agathodaemonis ingår i släktet Mediocalcar och familjen orkidéer. Inga underarter finns listade i Catalogue of Life.